# Willard White
Sir Willard Wentworth White (* 10. Oktober 1946 in Kingston, Jamaika) ist ein britisch-jamaikanischer Opernsänger (Bassbariton). Er gilt als bedeutendster britischer Bassbariton der Generation zwischen John Shirley-Quirk (1931–2014) und Bryn Terfel (* 1965).

## Leben
White studierte zunächst an der Jamaican School of Music Gesang, dann an der Juilliard School in New York City und debütierte an der New York City Opera als Colline in La Bohème. Später nahm er Unterricht bei Otakar Kraus. Er wurde auch in der Master-Class von Maria Callas unterrichtet.
White sang unter anderem den Polyphem in Acis and Galatea, Nekrotzar in Le Grand Macabre, Mephistopheles in La damnation de Faust, Porgy in Porgy and Bess, Blaubart in Herzog Blaubarts Burg und Wotan im Rheingold und in der Walküre. An der Seite von Grace Bumbry sang er im Frühjahr 2010 die Rolle des Ned in Scott Joplins Oper Treemonisha im Théâtre du Châtelet in Paris.
1990 spielte er die Titelpartie in der Verfilmung von Shakespeares Othello (Regie Trevor Nunn) an der Seite von Ian McKellen als Iago.
Im Juni 1991 wirkte er neben Kiri Te Kanawa, Sally Burgess und Jerry Hadley bei der Aufführung des Liverpool Oratorio von Paul McCartney und Carl Davis in der Liverpool Cathedral mit.
2004 wurde Willard White zum Ritter (Knight Bachelor) geschlagen.